# Église Saint-Gommaire de Lierre
L'église Saint-Gommaire est un édifice religieux catholique sis au centre de la ville de Lierre, en Belgique. De style gothique flamboyant, l'église est construite à partir de 1378 et dédiée à saint Gommaire de Lierre. C'est la plus haute structure et la plus large église de la ville.

## Historique
La construction dans un style gothique flamboyant a commencé en 1378 et s'est terminée en 1540. Hendrik Meys en fut le premier architecte. Ensuite, divers membres de la famille Keldermans ont suivi notamment Herman et Domien de Waghemakere.
Dans l'église, fut célébré, en 1496, le mariage de Philippe le Beau avec Jeanne la Folle. 

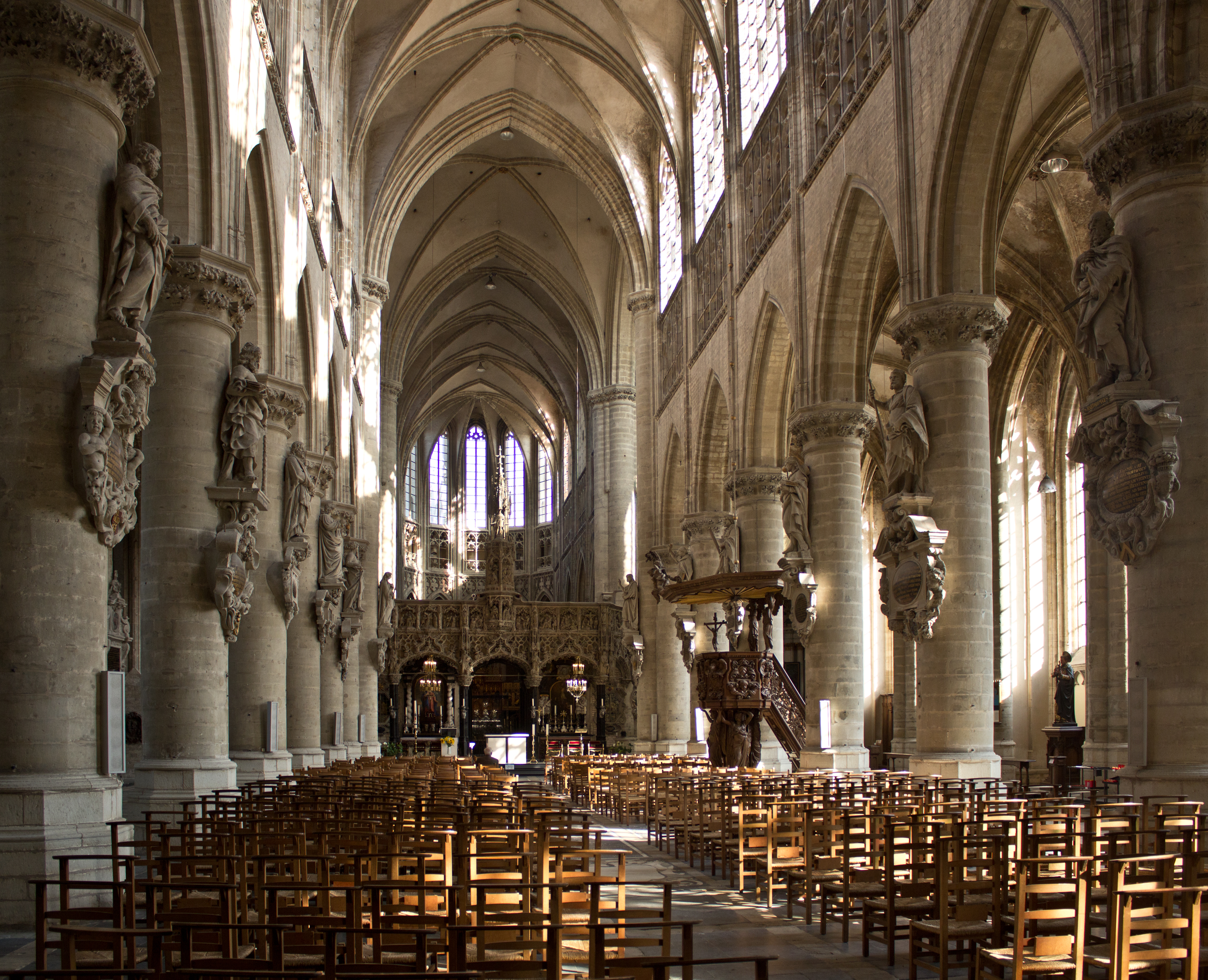
La nef de l'église Saint-Gommaire

## Dimensions
Les dimensions de l'édifice sont les suivantes :
- Hauteur de la nef : 26,2 m [1]
- Hauteur de la tour : 83 m [2]

Cela en fait la plus haute structure et la plus grande église de la ville. 

## Patrimoine
- La tour massive abrite un carillon de 45 cloches.
- Le jubé de pierres blanches date de 1536. Il est orné de statues des évangélistes et pères de l'Église qui sont œuvres de sculpteur malinois.
- Un bel ensemble de vitraux, dont une verrière du XVe siècle dans le collatéral droit. Trois des vitraux du sanctuaire furent offert par Maximilien d'Autriche, lors de sa visite en 1516. On l'y voit avec son épouse Marie de Bourgogne.
- Les stalles du chœur datent de 1555 (l'église fut 'collégiale' dans le passé, ayant son 'collège de chanoines' qui y récitaient l'office divin).
- La chaire de vérité, de style baroque, fut sculptée par Artus Quellin (le Vieux).
- La châsse contenant les reliques de saint Gommaire date du XVIIe siècle. Élaborée en argent repoussé la châsse est portée en procession deux fois par an dans les rues de Lierre.
- Plusieurs triptyques, dont un (Sainte claire et saint François) serait de Rubens. Un autre (La descente du saint Esprit), datant de 1612, serait du maitre de Rubens, Otto Venius.